# Latido

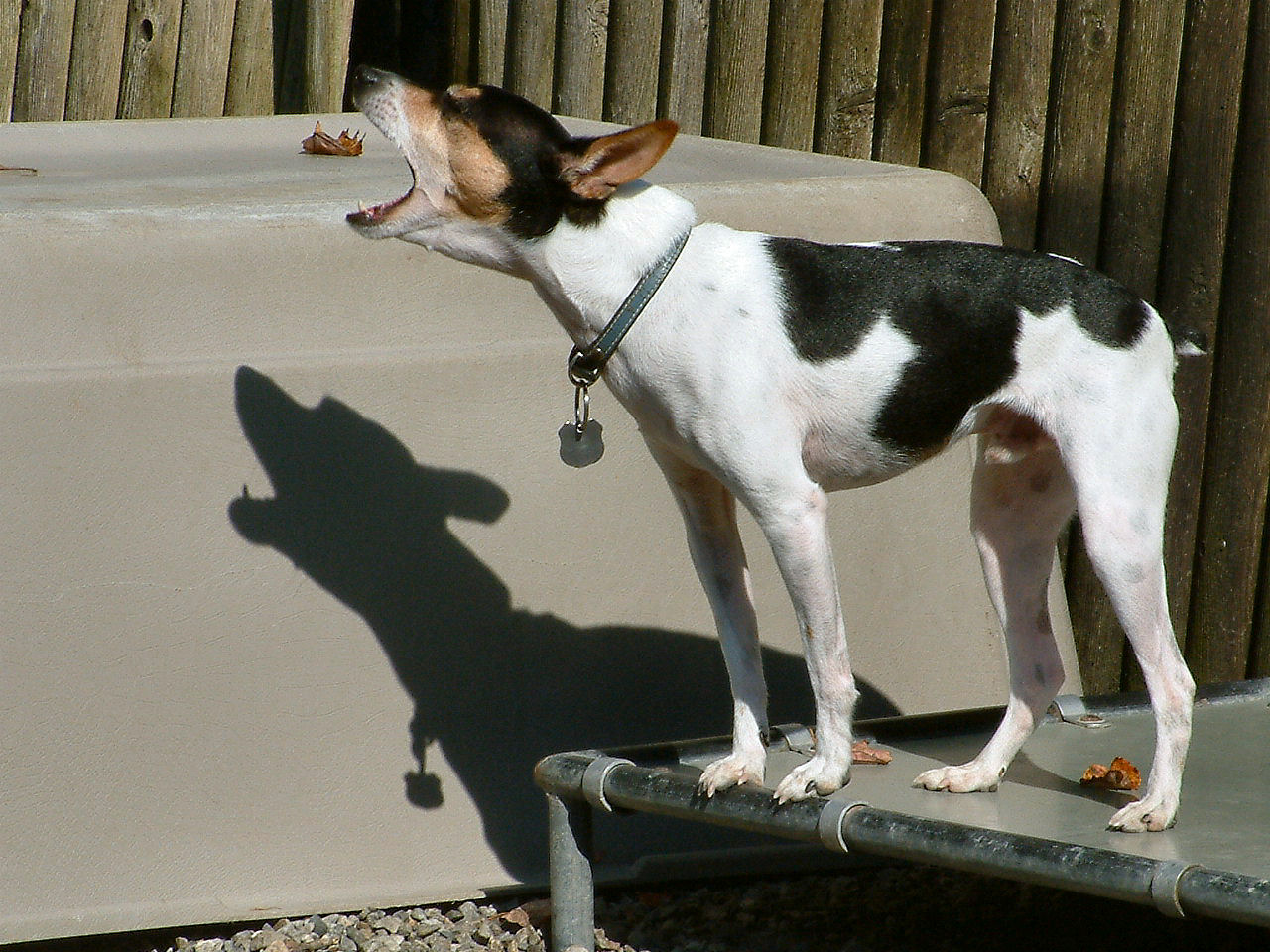
Um cão da raça Rat Terrier latindo

O latido é uma sonoridade gutural. As espécies Canis lupus, Canis familiaris, Canis mesomelas e o coiote são espécies que produzem essa sonoridade. Apesar do que se diz, não é a única forma de comunicação dessas espécies. Mas, não se pode excluir a possibilidade de que quando um cão ou lobo late, é um sinal de que ele encontra-se irritado(a) ou, se no caso for adestrado, está tentando afastar estranhos do lar ao qual pertence. Também pode ser por desejo de lazer (os mais mansos).

Há cães que não possuem cordas vocais por nascença (determinadas raças caninas, como os basenji) ou por sua extração por motivos diversos (cães policiais), logo, não têm capacidade de latir.

## Representação em outras línguas
Au é a representação convencional da Língua portuguesa para o latido do cão. Tal como acontece com outros exemplos de onomatopeia, outras culturas "ouvem" o latido do cão diferentemente e o representa em suas próprias formas. Algumas representações de au em seu equivalente em outras língua estão a seguir:
- Africâner — blaf, blaf woef, woef keff, keff (cães pequenos)
- Albanês — ham, ham
- Alemão — wuff, wuff; wau, wau
- Árabe — hau, hau; how how (هو هو)
- Armênio — haf, haf
- Balinês — kong, kong
- Basco — au-au, txau-txau (cães pequenos), zaunk-zaunk (grandes cães) and jau-jau (cães velhos)
- Búlgaro — bau-bau (бау-бау); jaff, jaff (джаф-джаф)
- Catalão — bau, bau
- Chinês, Cantonês — wow, wow (汪汪)
- Chinês, Mandarim — wang, wang
- Cingalês —  සිංහල — baw,waw
- Coreano — meong, meong (mung mung) (멍멍) [mʌŋmʌŋ]
- Croata — vau, vau
- Dinamarquês — vov, vov
- Eslovaco — haf, haf or hau, hau
- Esloveno — hov, hov
- Espanhol — guau-guau; jau, jau
- Esperanto — boj, boj
- Estoniano — auh, auh
- Filandês — hau, hau; vuh, vuh
- Filipino — aw, aw; baw, waw
- Francês — ouah, ouah; ouaf, ouaf
- Grego — ghav, ghav (γαβ γαβ)
- Hebreu — hav, hav
- Hindi — bho, bho
- Húngaro — vau, vau
- Indonésio — guk, guk
- Inglês — woof, woof; ruff, ruff; arf, arf (grandes cães e também leões marinhos); yap, yap (cães pequenos); bow-wow
- Irlandês — amh-amh
- Islandês — voff, voff
- Italiano — bau, bau
- Japonês — wan, wan (ワンワン)
- Kaingang — hog hog
- Letão — vau, vau
- Lituano — au, au
- Neerlandês — waf, waf; woef, woef, waf, waf
- Norueguês — voff, voff
- Persa — vogh, vogh
- Polaco — hau, hau
- Português — au, au; ão-ão (ditongo nasal); cain-cain (chorando); béu béu (cães pequenos);
- Romeno — ham, ham or hau, hau
- Russo — gav, gav (гав-гав)
- Sérvio — av, av
- Sueco — voff, voff; vov, vov loop, loop
- Tailandesa — hoang, hoang
- Tcheco — haf, haf
- Turco — hav, hav
- Ucraniano — гав гав, hau hau; дзяв дзяв, dzyau dzyau (cães pequenos)
- Vietnamita — gâu gâu; ẳng ẳng